# Vadnai vár
A vadnai vár mára elpusztult vár, mely Vadnától délkeletre található, a Tardonai-dombság északkeleti részén.

## Elhelyezkedése
A vár a falutól 2 kilométerre délkeletre, Sajóivánkától másfél kilométerre délnyugatra fekvő 357 méter magas Vártetőn helyezkedik el. A vár közelében torkollik a Bán-patak a Sajóba. A hegy anyaga sötétszürke és vöröses színű vulkáni breccsa.

## Története
A környéken birtokos Kakas család a huszitákkal szövetkezett Putnok lakói ellen, akik I. Ulászló király pártján álltak. 1457-ben vagy valamivel korábban a környékre érkező husziták emelték a várat (a galgóci várral együtt), melyet Komorovszky és Valgata nevű vezéreik a környékre vezetett portyák kiindulópontjaként használtak. Hadjárataik a diósgyőri várat is veszélyeztették. Mátyás király parancsára az egri püspök csapatai Rozgonyi Sebestyén vezetésével 1458-ban ostrommal elfoglalták és lerombolták. Az elfogott Valgatát Budára vitték. Az eseményekről Bonfini krónikája számol be, a történet irodalmi feldolgozása Jósika Miklós: A csehek Magyarországban című regényében olvasható.

## Feltárása
A vár területén 2008-ban végzett régészeti feltárást Szörényi Gábor András, a miskolci Herman Ottó Múzeum munkatársa.

## Leírása
A vár tojásdad alakú, legnagyobb méretei 42x28 méter. Alapfalai a mai felszín alatt fekszenek. Ezeket mesterséges árok veszi körül. Közepén egy 2 méter átmérőjű 2,2 méter mély gödör, egykori ciszterna maradványai találhatók.
A várat körülvevő árkok jó állapotban maradtak fenn. Nyugat felől a meredek szikla miatt nem volt szükséges az erődítés, északon a lankásabb gerincet egy 5 méter mély árokkal vágták át, mely előtt 0,5 méter magas sáncot emeltek. A jól védhető északkeleti oldalon az árok egy 3 méter széles padkává megy át, ami a keleti oldalon egy 10 méter széles, 4–5 méter mély árokban folytatódik. Délen az árok 3 méter széles és egy 5 méteres benyúlással kapcsolódik az előző árokhoz.
A környéken élők elbeszélései szerint a vár alatt egész alagútrendszer húzódik, mely összeköttetésben áll a velezdi várral. Az alagút egyes, jórészt beomlott szakaszait a sajóivánkai oldalon folytatott szénbányászat során találták meg az 1920-as években. Ezek között tapasztott falú alagutak is voltak.